# Christine Liew

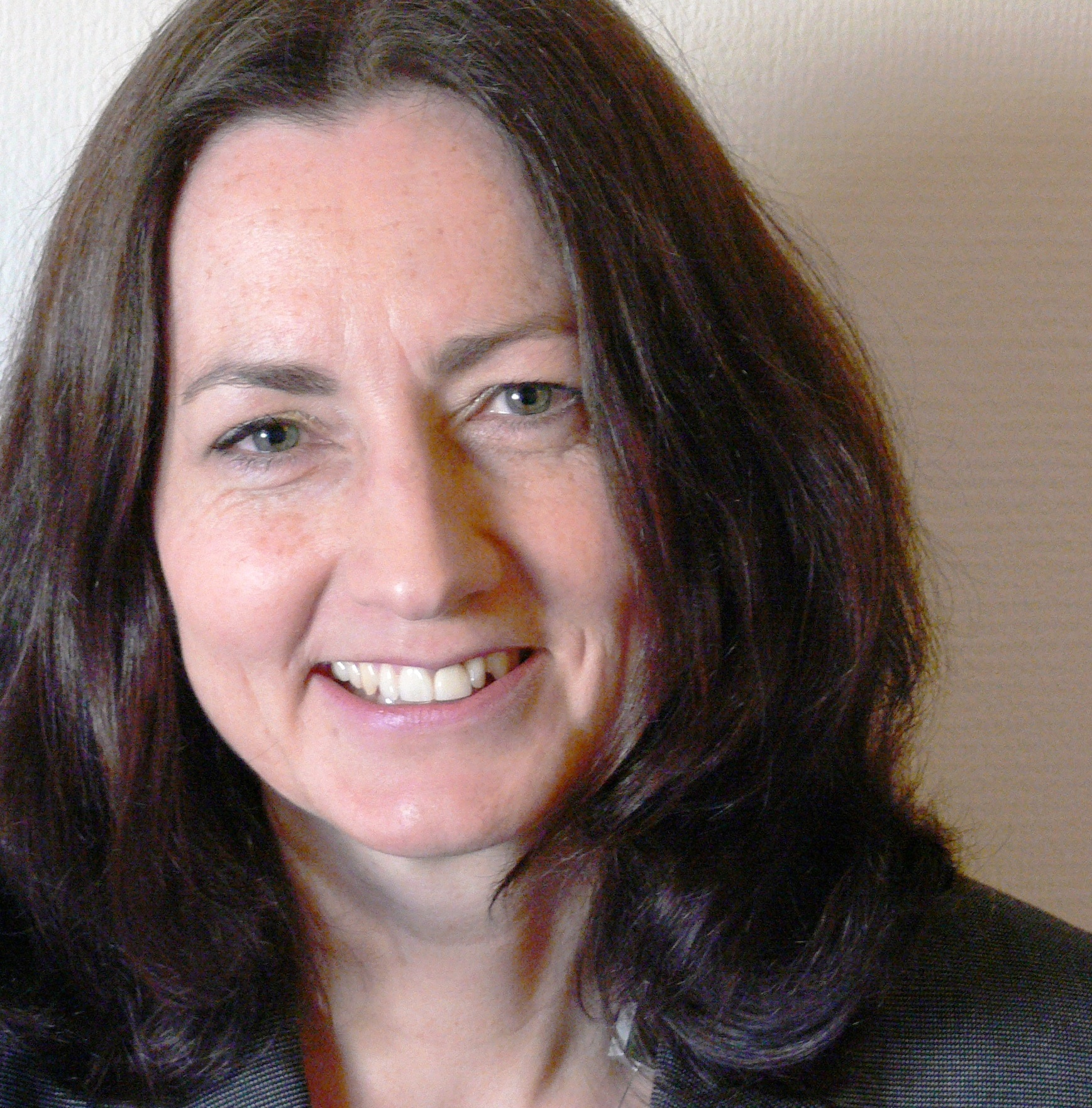
Christine Liew

Christine Liew (* 1966 in Bonn-Bad Godesberg als Christine Henjes) ist eine deutsche Sachbuchautorin und Ostasienwissenschaftlerin.

## Leben
Christine Liew studierte am Seminar für Orientalische Sprachen der Universität Bonn Japanisch und Koreanisch und setzte ihr Studium an der Universität Tōhoku in Sendai mit den Fächern Linguistik und Vergleichende Kulturwissenschaften fort. Sie beendete ihr Studium mit dem Abschluss Master of Letters (MLitt).
Christine Liew kehrte nach 15-jährigem Aufenthalt in Japan 2003 mit ihrer Familie zurück nach Deutschland. Sie ist Mitglied im Bundesverband der Dolmetscher und Übersetzer (BDÜ) für Japanisch und Englisch.
Seit 2012 ist Christine Liew als Studiengangskoordinatorin am Ostasieninstitut der Hochschule Ludwigshafen am Rhein tätig.

## Veröffentlichungen
- Geschichte Japans. Theiss, Stuttgart 2012, ISBN 978-3-8062-2542-6.
- Japan: Unterwegs in einem Land zwischen Tradition und Innovation. Trescher, Berlin 2010, ISBN 978-3-89794-161-8.
- Reisegast in Korea. Iwanowski, Dormagen 2010, ISBN 978-3-86197-004-0.
- Schattenläufer und Perlenmädchen – Abenteuer Alltag in Japan. Dryas, Oldenburg 2010, ISBN 978-3-940855-22-0.
- Japanisch 2.0 – Eine Lesetour durch Social Media und andere Welten. Buske, Hamburg 2012, ISBN 978-3-87548-625-4.
- mit Aya Puster und Arno Moriwaki: Kyushu Daisuki: Ein japanisches Lesebuch für Anfänger. Puster, Ludwigshafen am Rhein 2009, ISBN 978-3-9811583-3-5.
- mit Aya Puster: Tohoku Daisuki I: Landeskunde auf Japanisch für Anfänger. Puster, Ludwigshafen am Rhein 2008, ISBN 978-3-9811583-4-2.
- mit Aya Puster: Kyushu Daisuki II: Landeskunde auf Japanisch für Anfänger. Puster, Ludwigshafen am Rhein 2013, ISBN 978-3-9814360-2-0.